# Löbauer Wiese
Die Löbauer Wiese ist ein Gemeindeteil des Ortsteils Eibau der Gemeinde Kottmar im Landkreis Görlitz. Die südwestlichsten Häuser gehören dagegen zur Eibauer Seite des Ortsteils Ebersbach/Sa. der Stadt Ebersbach-Neugersdorf.

## Geografie

### Lage
Die Löbauer Wiese liegt im südlichen Teil des Landkreises auf dem Neugersdorfer Lössrücken in der Östlichen Oberlausitz. Die Ansiedlung erstreckt sich zwischen dem Kottmar (583 m) und dem Lerchenberg (467 m) um eine namenlose Kuppe im Quellgrund des Landwassers.
Mit Ausnahme des Ostens wird die Ansiedlung von einer Kette von Bergen und Hügeln umgeben, über deren Sattel die Nordsee-Ostsee-Wasserscheide verläuft. Nordöstlich erheben sich der Kottmar und der Hänschberg, südlich der Lerchenberg und westlich der Hübel (415 m).
Durch die Löbauer Wiese führt die Bundesstraße 96, die ebenso wie die südlich des Ortes am Fuße des Lerchenberges trassierte Bahnstrecke Oberoderwitz–Wilthen, den flachen Sattel zwischen Kottmar und Lerchenberg als günstig gelegenen Übergang vom Zittauer Becken ins obere Spreetal nutzt.

### Nachbarorte
| Hübelhäuser | Kottmarsdorf                                | Walddorf        |
| Hofehäuser  | Kompassrose, die auf Nachbargemeinden zeigt | Walddorf, Eibau |
| Oberland    | Neueibau, Hetzwalde, Neugersdorf            | Eibau           |

## Geschichte
Die Wiese war ursprünglich Teil des der Stadt Löbau gehörigen Kottmarwaldes. Nachdem der Rat zu Zittau die als sehr nass bezeichnete Wiese erworben hatte, schlug er diese seinem Ratsdorf Eibau zu. Ab 1675 begann die Besiedlung der Löbauer Wiese. Im 18. Jahrhundert ließ der Zittauer Rat auf der Wiese weitere Baustellen anlegen. Unmittelbar nordwestlich der Löbauer Wiese hatte die Stadt Zittau 1708 entlang der Straße von Eibau nach Ebersbach auf Ebersbacher Flur die neue Siedlung Hübelhäuser gegründet. Einige der neuen Häuser auf der Löbauer Wiese entstanden auf einem ebenfalls der Gemarkung Ebersbach zugehörigen Zipfel, die bildeten zusammen mit den Hübelhäusern den Ebersbacher Ortsteil Eibauer Seite. In den 1830er Jahren erfolgte die Chaussierung der über die Löbauer Wiese führenden Straße als Poststraße von Zittau nach Dresden.
Obwohl größtenteils an Walddorf angrenzend war die Löbauer Wiese immer zu Eibau zugehörig. Seit der am 1. Januar 2013 erfolgten Bildung der Gemeinde Kottmar ist die Löbauer Wiese ein Gemeindeteil von Kottmar.

### Verwaltungszugehörigkeit
1777: Budissiner Kreis, 1843: Landgerichtsbezirk Löbau, 1856: Gerichtsamt Ebersbach, 1875: Amtshauptmannschaft Löbau, 1952: Kreis Löbau, 1994: Landkreis Löbau-Zittau, 2008: Landkreis Görlitz

## Ortsbild
Die seit dem 18. Jahrhundert nur geringfügig verdichtete Besiedlung der Löbauer Wiese lässt die ursprüngliche planmäßige Parzellierung noch gut erkennen. Die Ansiedlung ist heute mit den Hübelhäusern, Walddorf und Eibau zu einem geschlossenen Siedlungsgebiet verschmolzen. Zur Gemarkung Ebersbach zählen die Straßen „Löbauer Wiese“ und „Ameisenweg“.